# Технічне обслуговування
Техні́чне обслуго́вування озброєння та військової техніки — полягає у перевірці його укомплектованості і справності (працездатності), чистці і митті, налагодженні і регулюванні, змащуванні і заправленні (дозаправленні) експлуатаційними матеріалами, усуванні несправностей і недоліків, заміні деталей з обмеженими термінами служби і зберігання, перевірці засобів вимірювання, технічному огляді вантажопідйомних машин і посудин, які працюють під тиском.
Під системою ТО слід розуміти сукупність взаємозв'язаних засобів, виконавців, документації необхідних для підтримки і відновлюванні якості ОВТ, які належать до цієї системи.
Технічне обслуговування при використанні на озброєнні та військової техніки за обсягом, змістом і періодичністю установлені:
- Контрольний огляд (КО).
- Щоденне технічне обслуговування (ЩТО).
- Технічне обслуговування № 1 (ТО-1).
- Технічне обслуговування № 2 (ТО-2).
- Сезонне технічне обслуговування (СО).
- Регламентоване технічне обслуговування (РТО).

Технічне обслуговування (ТО) підрозділяють на періодичне і сезонне. Сезонне ТО охоплює сезонну заміну сортів масел (зимових або літніх), установку або зняття утеплення, передпускового підігріву і т. д. Періодичне ТО регламентується керівництвами по експлуатації відповідного обладнання і охоплює періодичну промивку фільтрів, заміну шинно-пневматичних муфт, регулювання гальм, огляд і чистку окремих вузлів, регулювання натягу і т. д.
Поточний ремонт не буває тривалим і часто виконується одночасно з ТО. У його склад входить усунення невеликих несправностей, заміна дрібних деталей, що швидко зношуються і вузлів (наприклад, заміна вкладок підшипників, сальникових ущільнень, усунення підвищених зазорів, кріплення елементів обладнання і т. д.).
Середній ремонт на відміну від поточного передбачає заміну основних вузлів і деталей (наприклад, силових і трансмісійних валів, зубчастих коліс, крильчаток відцентрових насосів і т. д.) і виконується, як правило, з повним або частковим розбиранням агрегату.
Капітальний ремонт завжди пов'язаний з повним розбиранням машини і ставить своїм завданням заміну або відновлення до початкового стану всіх зношених вузлів і деталей. Після закінчення ремонту проводяться приймально-здавальні випробування, в тому числі випробування під навантаженням. Нерідко капітальний ремонт поєднують з модернізацією, що дозволяє не тільки повністю відновити ресурс машини, але і перевершити початкові показники.
Період між капітальними ремонтами називають ремонтним циклом. Число і послідовність вхідних в нього ремонтів і оглядів визначають структуру ремонтного циклу, а час між ремонтами — міжремонтний період. Дія деяких видів обладнання структура ремонтного циклу може охоплювати не всі види планових ремонтів. 

## Автомобілі
Технічне обслуговування автомобілів здійснюють станції технічного обслуговування. 